# Radio SRF 4 News

Logo von DRS 4 News bis Ende 2012

Logo bis 2020

Radio SRF 4 News ist der sechste öffentlich-rechtliche deutschsprachige Schweizer Radiosender, der von der SRG SSR betrieben wird. Wie der Name des Radiosenders besagt, besteht der Inhalt von SRF 4 News zum grössten Teil aus Nachrichten und vertiefenden Inhalten, die mit dem Aktualitätsgeschehen zu tun haben. Der Sender strahlt alle 30 Minuten eine aktuelle Ausgabe der SRF Nachrichten aus, und während live moderierter Sendungen wird zu jeder Viertelstunde eine Kurzfassung der aktuellen Nachrichten vermittelt. Da der Sender ein reiner Nachrichtensender ist, wird eine aktuelle Berichterstattung im Rahmen von Eilmeldungen (breaking news) ermöglicht, was zum Beispiel bei Radio SRF 3 und Radio SRF 2 Kultur kaum möglich war, und auf Radio SRF 1 teilweise praktiziert wurde. Der Programmauftrag wird formal privatrechtlich von einem Verein unter einer Konzession des Bundes (Service public) erbracht. Zur Sonderstellung, die einem öffentlich-rechtlichen Programmauftrag entspricht, siehe SRG SSR#Die Gesellschaft.

## Programm
Radio SRF 4 sendet nebst den Nachrichten Interviews und Sport-, Wirtschafts-, Wissenschafts- und Kulturmagazine. Von Montag bis Freitag produziert und sendet das Team des Senders die Morgenprimetime-Sendung HeuteMorgen, welche zwischen 06:00 Uhr und 09:00 halbstündlich gesendet und auch auf SRF 1, SRF 2 und der SRF Musikwelle ausgestrahlt wird. 12:30 Uhr folgt die Sendung Rendez-vous und um 13 Uhr das Tagesgespräch, um 12:00 und 17:00 zudem die Sendung Info3. Die bekannte Nachrichtensendung Echo der Zeit wird täglich um 18 und 19 Uhr ausgestrahlt. Zwischen den Primetimesendungen werden vertiefende Inhalte gesendet. 
Die Redaktion von SRF 4 News produziert und sendet zudem verschiedene Podcastformate. Dazu zählen das wöchentliche Magazin Die Woche in den Schweizer Sprachregionen, der zweiwöchentliche Geschichtspodcast Zeitblende sowie die werktäglich erscheinenden Podcasts News Plus und 4x4-Podcast. Ausserdem werden von der Redaktion von SRF 4 News im Format News Plus Hintergründe aufwändige Podcast-Features produziert. So arbeitete die Redaktion unter anderem den Niedergang der Schweizer Grossbank Credit Suisse auf oder nahm sich dem Phänomen der Birthkeeper an.

## Geschichte
Zwei Tage nachdem der Bundesrat am 27. Juni 2007 Konzessionen für zwei neue digital verbreitete Radioprogramme erteilt hatte, gab die SRG bekannt, neben World Radio Switzerland auch DRS 4 News zu starten. Der Empfangsbereich von DRS 4 News via DAB beschränkt sich auf die Deutschschweiz, der von World Radio Switzerland auf die französisch- und italienischsprachige Schweiz.
Wenige Tage vor dem Start wurde dem DAB-Netz der neue Radiosender unter dem Namen DRS 4 NEWS beigefügt. Bis zum Start am 5. November 2007 wurden darunter Ansagen, Beispiele und Beschreibungen des Radiosenders im Loop gesendet. Um sechs Uhr früh des 5. Novembers wurde die erste Nachrichtensendung ausgestrahlt.
Seit dem 15. November 2016 ist Radio SRF 4 News auch in der italienisch- und französischsprachigen Schweiz auf DAB+ zu hören. Ausserdem sind die Sendungen auch als Podcast bezw. Streaming Audio verfügbar.
Am 1. Dezember 2021 wurde die Nachrichtenredaktion und SRF 4 News von Bern nach Zürich-Leutschenbach verlegt. Aufgrund von Sparmassnahmen beim SRF beginnt im Jahr 2025 der Verzicht auf Livemoderationen zwischen 9.30 Uhr und 12 Uhr.
SRF 4 News sendet in Schweizer Hochdeutsch. Seit dem Jahr 2022 gibt es aber auch zunehmend Beiträge in Schweizerdeutsch.

### Moderation (Auswahl)
- Salvador Atasoy
- Isabelle Maissen
- Raphael Günther
- Vera Deragisch

### Ehemalige Moderation (Auswahl)
- Nicoletta Cimmino
- Simon Leu
- Karin Britsch